# Com Água na Boca
Com água na boca é um filme de comédia musical brasileiro de 1956, dirigido por J.B.Tanko e com produção de Herbert Richers (produtora CineTV). Foi a segunda produção do diretor e de Richers com a dupla de palhaços cariocas Fred e Carequinha. Números musicais com Angela Maria, Cauby Peixoto (que canta seu grande sucesso "Conceição"), Os Três Rubis, Jupira e suas Cabrochas, além da dupla protagonista e de outros integrantes do elenco, Anilza Leoni e Madame Lou. A música-tema que dá o título ao filme foi composta por Assis Valente.

## Elenco
- Palhaço Carequinha...Carequinha
- Fred Vilar...Fred
- Renato Restier...Dr. Satã
- Costinha...Bonifácio
- Anilza Leoni...Marina
- Adalgisa Colombo...Terezinha
- Alberto Pérez...Milton
- Procopinho...Prudêncio
- Yara Jety...Maria da Glória
- Otelo Zeloni (creditado como Zeloni)...Filipini,Diretor da TV
- Jorge Petroff
- Madame Lou...Madame Malut, dona da pensão
- Antônio Garcia
- Cazarré Filho...Mendigo
- Lia Mara
- Rosa Sandrini
- Rosita Lopes (bailarina)

## Sinopse
A dupla de palhaços Fred e Carequinha relembra de quando eram famintos artistas de rua e foram perseguidos pela polícia. Na fuga, eles invadiram a pensão de artistas de Madame Malut e foram ajudados pela cozinheira Maria da Glória que os recomendou para o emprego de faxineiros. Trabalhando ali, eles ficaram amigos da desastrada aspirante à artista de televisão Marina que recebeu a visita de seu tio caipira Prudêncio e do padrinho Bonifácio, dono da fábrica de inseticidas Matarrato. Ela e seu namorado Milton tentaram convencer o tio a investir na carreira artística dela e pediram a Carequinha que se passasse por um diretor de TV. Enquanto isso, Carequinha tentava namorar com Terezinha, assistente do sinistro mágico Dr. Satã, e acabou provocando o ciume do homem que o perseguiu com a ajuda de seu enorme capanga hindu.